# 諸岡一羽
諸岡 一羽（もろおか いちは/いっぱ、生年没年は天文2年（1533年） - 文禄2年9月8日（1593年10月2日）という説と、更に100年ほど遡るとする説がある）は、戦国時代の剣豪。諱は常成（つねなり）、または景久（かげひさ）。通称は平五郎。姓は師岡、名は一端、一巴とも表記する。

## 生涯
出自は美濃国の土岐氏一族の家系とされる。師岡常良の子として誕生。
香取神道流の創始者飯篠家直の弟子の一人（塚原卜伝の弟子の一人との説もある）とされ、「一羽流」の開祖。
常陸国信太庄江戸崎城の土岐原氏に仕えたが、土岐原治綱が後北条氏に属したため、豊臣秀吉の小田原征伐で常陸国の大名佐竹義重に攻められ敗れる。蘆名盛重が仕官をすすめるが、それを固辞して兵法家として道場を開いた。晩年に癩風を病み、死去した。墓は茨城県稲敷郡江戸崎町の大念寺にある。
諸岡一羽の弟子達は一羽流以外に、一波流、卜傳流、微塵流、鹿島神道流などの流名を名乗っている。新撰組の近藤勇が会得したことで知られる天然理心流も一羽流の系統といわれる。

## 関係者

### 兄弟弟子
- 真壁氏幹
- 斎藤伝鬼房
- 足利義輝
- 北畠具教

### 弟子
- 根岸兎角
- 岩間小熊
- 土子土呂助
- 小太刀半七

## 登場作品
- 藤沢周平「師弟剣-諸岡一羽斎と弟子たち」　小説現代昭和60年1月号　藤沢周平全集6巻（文藝春秋）
- 朝松健『輝風、戻る能はず』－異形コレクション第34巻『アート偏愛』（2006年、光文社）